# Anniston (Missouri)
Pour l’article homonyme, voir Anniston (Alabama).
Anniston est une ville située dans le comté de Mississippi dans l'État du Missouri aux États-Unis. La population s'élevait à 232 habitants lors du recensement de 2010.